# Caligula diversa
Caligula diversa är en fjärilsart som beskrevs av Felix Bryk 1944. Caligula diversa ingår i släktet Caligula och familjen påfågelsspinnare. Inga underarter finns listade i Catalogue of Life.